# Корнієць Леонід Романович
Корніє́ць Леоні́д Рома́нович (21 серпня 1901 , Бобринець, Херсонська губернія  — 29 травня 1969 , Москва ) — український радянський державний і партійний діяч. Член ЦК КП(б)У в червні 1938 — березні 1954 р. Член Політбюро ЦК КП(б)У у вересні 1938 — січні 1954 р. Член ЦК ВКП(б) в березні 1939 — жовтні 1952 р. Кандидат у члени ЦК КПРС в жовтні 1952 — травні 1969 р. Депутат Верховної Ради СРСР 1—7-го скликань та депутат Верховної Ради УРСР 1—3-го скликань.

## Біографія
Народився 8 (21) серпня 1901 року в с. Бобринці Єлизаветградського повіту Херсонської губернії (нині Кіровоградської області) у родині службовця, садівника Бобринецької міської управи. Українець.
У 1914 році закінчив церковно-парафіяльну школу, у 1918 році — чотирикласне вище початкове училище, у 1920 році — 5-й клас чоловічої гімназії, у 1922 році — професійно-технічну школу (всі у місті Бобринці), та 1-й курс Бакинського політехнічного інституту у 1924 році.
Трудову діяльність розпочав у травні 1918 року: працював влітку 1918, 1919 і 1921 років чорноробом, наймитував, заробляючи на навчання. З травня по вересень 1920 року — діловод управління міської міліції у місті Бобринці.
Після закінчення профтехшколи з травня до жовтня 1922 року працював мотористом у слюсарно-кустарних механічних майстернях Бобринця. З жовтня 1922 до квітня 1925 року був помічником учителя, учителем у 5-му Кавказькому стрілецькому полку 2-ї Кавказької стрілецької дивізії РСЧА.
Після демобілізації з квітня 1925 до квітня 1926 року керував районним будинком селянина у містечку Братському Зінов'ївської округи. З квітня 1926 до липня 1927 року завідував районним відділом народної освіти Братського райвиконкому.
Член ВКП(б) з червня 1926 року.
З липня по серпень 1927 року працював завідувачем агітаційно-пропагандистського відділу Великовисківського районного комітету КП(б)У в селі Велика Виска Зінов'ївської округи. У серпні — жовтні 1927 року був технічним секретарем Зінов'ївського окружного виконавчого комітету.
У жовтні 1927 року був призначений завідувачем школи селянської молоді у містечку Братському, у вересні 1928 року очолив Зінов'ївську сільськогосподарську профшколу № 1. У 1928 році окружна Контрольна комісія КП(б)У оголосила йому сувору догану з попередженням «за халатне ставлення до обов'язків голови Надзорчої ради сільськогосподарського кредитового товариства, яке допустило кредитування відповідальних робітників району». Партстягнення зняли у 1936 році.
Від листопада 1929 до вересня 1930 року працював інспектором відділу народної освіти Зінов'ївської міської ради.
Від вересня 1930 до червня 1931 року — заступник голови виконавчого комітету Новопразької районної ради. У червні 1931 — вересні 1933 року працював завідувачем організаційного відділу Новопразького районного комітету КП(б)У Дніпропетровської області.
Від вересня 1933 до грудня 1936 року — 2-й секретар Долинського районного комітету КП(б)У Дніпропетровської області. Від грудня 1936 до грудня 1937 року — 1-й секретар Магдалинівського районного комітету КП(б)У Дніпропетровської області, а від грудня 1937 до лютого 1938 року працював 1-м секретарем Мелітопольського районного комітету КП(б)У на Дніпропетровщині.
Від лютого до серпня 1938 року, за рекомендацією Д. Коротченка, щойно призначеного головою уряду УРСР, виконував обов'язки другого секретаря Дніпропетровського обласного комітету КП(б)У. У висновку відділу керівних партійних органів ЦК КП(б)У від 21 лютого 1938 року зазначалося:
|  | Тов. Корнієць Л. Р. має великий досвід керівної партійної роботи, знає сільське господарство, радянську роботу. Останній час працює 1-м секретарем крупного, Мелітопольського райкому КП(б)У. Тов. Коротченко характеризує його як серйозного, ініціативного партробітника. Можна висунути 2-м секретарем Д/Петровського обкому КП(б)У. |

25—28 липня 1938 року у Києві працювала перша сесія ВР УРСР першого скликання, під час якої Леоніда Корнійця обрали головою Президії Верховної Ради УРСР. Через рік, на виконання рішення пленуму ЦК КП(б)У (22—23 липня), Президія ВР УРСР 28 липня 1939 року призначила Корнійця головою Ради Народних Комісарів (РНК) УРСР. До виконання своїх посадових обов'язків новопризначений керівник уряду приступив з вересня 1939 року.
У роки німецько-радянської війни Л. Корнієць був одним із організаторів евакуації на схід промисловості УРСР, а також розгортання радянської партизанської та підпільної боротьби на окупованій території республіки. Він входив до складу вузького нелегального ЦК КП(б)У, створеного за постановою політбюро ЦК ВКП(б) 2 жовтня 1942 року для керівництва підпільно-партизанським рухом на території України. Одночасно як голова Раднаркому УРСР проводив значну роботу щодо забезпечення діючої армії зброєю, боєприпасами, матеріально-технічними засобами та інше. Фактично упродовж війни він був керівником уряду УРСР лише «на півставки». Обов'язки голови РНК він виконував до липня 1941 року, а з липня 1941 по жовтень 1942 року був членом Військової ради Південного та Північно-Кавказького фронтів, Чорноморської групи військ. У жовтні 1942 — травні 1943 років повернувся до керівництва Раднаркомом УРСР, відтак — до вересня 1943 р. — знову був членом Військової ради, але вже Воронезького фронту. Лише у вересні 1943 року повернувся до виконання своїх посадових обов'язків щодо керівництва РНК УРСР, щоправда, лише на півроку.
5 лютого 1944 року Президія ВР УРСР звільнила Л. Корнійця від обов'язків голови РНК УРСР (головування перейшло до М. Хрущова). Шоста сесія ВР УРСР 1-го скликання (березень 1944 року) затвердила Л. Корнійця першим заступником голови РНК (Ради міністрів) Української РСР. На цій посаді він працював до 15 квітня 1950 року. Від 15 квітня 1950 до листопада 1953 року був заступником голови Ради міністрів Української РСР (із спостереження за працею групи західних областей УРСР). Згодом обіймав посади у союзному уряді:
- з 21 листопада 1953 року — член Бюро з сільського господарства та заготівель при РМ СРСР та водночас міністр заготівель СРСР;
- з 31 травня 1956 року до 26 листопада 1958 року — міністр хлібопродуктів СРСР;
- з 26 листопада 1958 року по 25 лютого 1961 року — голова Державного комітету РМ СРСР із хлібопродуктів — міністр СРСР;
- з 25 лютого 1961 року по 17 січня 1963 року — перший заступник голови Державного комітету заготівель РМ СРСР — міністр СРСР;
- з 17 січня 1963 року по 29 травня 1969 року — голова Державного комітету заготівель РМ СРСР — міністр СРСР.

За період своєї кар'єри на XVIII з'їзді ВКП(б) обирався членом ЦК ВКП(б), на XIX—XXIII з'їздах — кандидатом у члени ЦК КПРС. В 1938—1954 роках (на XIV—XVII з'їздах КП України) обирався членом ЦК КПУ. В 1938—1953 роках був членом Політбюро ЦК КП України.
Помер у Москві 29 травня 1969 року. Похований на Новодівочому кладовищі.

## Нагороди
Нагороджений трьома орденами Леніна (зокрема 7 лютого 1939 року за видатні успіхи в сільському господарстві, і в особливості за перевиконання планів основних сільськогосподарських робіт; 23.01.1948; 22.08.1961), орденом Червоного Прапора (1.04.1943), орденом Богдана Хмельницького 1 ступеня (2.05.1945), орденом Вітчизняної війни 1 ступеня (27.08.1943), орденом Трудового Червоного Прапора (11.01.1957). Також був нагороджений медалями «За оборону Кавказу», «Партизану Вітчизняної війни» І-го ст., «За перемогу над Німеччиною у Великій Вітчизняній війні 1941—1945 рр.», «За доблесну працю у Великій Вітчизняній війні 1941—1945 рр.», «За трудовую доблесть» (25.12.1959) та ін.